# Грожњан
Грожњан (итал. Grisignano [гризиˈњаːна]), познати град уметника, седиште истоимене општине на Бујштини у северозападној Истри. Административно припада Истарској жупанији у Хрватској.

## Географија
Општина Грожњан се налази на Бујштини (назив за округ који обухвата бивше подруцје Зоне Б СТТ које је припало Хрватској), а простире се на флишном и кречњачком брежуљкастом подручју северно од средњег тога Мирне па све до границе Истре под Словенијом (Копарштна). На подручју општине било је неколико кава, каменолома Истарског камена из кога је подигнута већи део Венеције.
Грожњан је веројатно добио име захваљујући свом смештају на каменом брду, латински званом Grisium (истоветно име за брдо на коме се налази Ровињ), а одатле античко име Graeciniana, односно Grisignana. Смештен је на 289 метара надморске висине. Из Грожњана се пружа поглед на долину реке Мирне на југу и на Мотовун, а према истоку на Учку. На западу поглед сеже све до мора. Грожњан је са севера и североистока окружен нешто вишим брежуљцима на којима се налазе села Врх Роман и Перој, односно Пертићи и Калчинита.
Западно се налази подруцје Града Буја (7км северозападно од Грожњана), јужно су општине Вижинада и Мотовун, а источно Опртаљ.

## Историја
У жељезно доба је био важан хистарски, а од IV. ст. пр.н.е. и келтски каштељер (градина), а и у околици се налазе остаци каштељера као Берценигла код Завршја и Гомила код Штерне, а касније, у II. вeку п. н. е., римски каструм око кога су се уздизале римске виле. О томе не сведоче само пронађена писана сведочанства попут мозаика и новаца, већ и места као Финеда, Шалтарија и Врх Роман. У оближњем Понте Портòну, на Мирни пролазиo је конзуларни римски пут виа Флавиа од куда се одвајао антички пут за Грожњан.
Већ 1102. се јављају први подаци о каштелу с феудом названом Цаструм Грисиниана, који Улрицх II поклања Аквилејској патријаршији. Сто година касније, од 1238. до 1339. г. је са прекидима припадао феудалном господару Костела - Каштел Пиетрапелоса све до смрти Пиетра Пиетрапелозе 1339., од када је у најму фурланских феудалаца. У њему живи аутохтоно романско истарско становништво.
Након жестоких отпора Грожњанци долази под власт Венецијанске Републике која овде влада од 1358 до 1797. Привремено седиште другог капитаната пазенатичког (након Ловреча) налазило се у Умагу од 1356. године, но убрзо 1359. године, кад Пиетро Долфин бива премјештен из Умага и постаје начелником Грожњана, премештено је и седиште капетаната пазенатичког. Након премештаја сједишта капитаната у Рашпору 1394. године, укинути су они из Светог Ловреча и Грожњана. Између 1360. и 1367. градић је утврђен снажним зидинама и изграђена је провидурска палата. 1445. градски бедеми су појачани како би се одбранили од Аустријанаца и Турака.
Након Ускочког рата (1615-1618) и куге 1630. године, подручје Грожњана је скоро остало потпуно пусто. У циљу ревитализације Венеција досељава венетске, фурланске, словенaчке (из Крањске) и хрватске (из Далмације, названим Морлацима) породице.
Лука Баштија (Бастиа) на Мирни је служила за одвоз пољопривредних производа и дрвне грађе за венецијанско бродоградилиште, те довоз разне трговачке робе коју су трговци довозили са разних страна, била је врло значајна за  Грожњан. Долазак Венеције уједно је и крај феудализма за каштел Грожњан. Постаје општином којом управља градски начелник (подеста), најпре биран међу венецијанским, а од XVI века копарским племићима. Градски начелник бирао се на 16 месеци јер је то било правило за поморске општине. Он је уједно био и капетан пазенатички док овај није укинут 1394.године.
Године 1797, по Уговору из Кампоформија Грожњан, као и цела венецијанска Истра, долази под Аустријско царство све до 1803. када ју освајају Наполеонове снаге. По Наполеоновој одлуци 1805, долази у састав новоформиcане Краљевине Италије, а од 1813. опет у саставу Хабсбуршке монархије.
Изградња Паренцане била је локално значајна. Ускотрачна железница, пуштена у caoбpaћaj 1902. године, повезивала је Трст и Пореч, а на подручју Грожњанске општине пролазила је кроз Грожњан, Костањицу и Завршје.
Према Лондонском уговору из 1915. скоро читава Јулијска покрајина долази 1918. под Краљевину Италију када је Грожњан под Поречким округом, а касније под Истарском провинцијом..
На крају II. св. рата Грожњан је у Зони "Б" СТТ-а који је затим анектирана Словенији и Хрватској унутар југословенске федерације штa изазива истарски егзодус већине становника као шта је то било и у Грожњану. До територијалне реорганизације у Хрватској налазио се у саставу бивше велике општине Бује.

## Споменици и знаменитости
У град се улазило на двоја врата, Вела и Мала из XV–XVI. века. Вела врата постоје данас, а у прошлости су имала покретни мост као део одбрамбених зидина које су штитиле каштел од спољашних непријатеља. Мала врата са западне стране нису сачувана, но овде још увек стоји венетски стуб. Распоред кућа типично је средњовекован, а доминантни стилови грађења који се могу видети на неким репрезентативним грађевинама ренесансни су (градска лођа) и барокни (пaрохијална црква светог Вида, Модеста и Крешенције). Унутар зидина су црквице св. Рока и св. Мартина, обе из XIV.в. .
- средњовјековни бедем и улазна порта (XV. - XVI. ст.)
- унутар зидна су романичке црквице св. Рока и св. Мартина
- ренесансна ложа из XVI. века (1587). изнад које је фонтик (складиште жита и брашна),
- ренесансна подестатова палата (1588), преуређена је у барокном стилу (1726).
- црквица сс Кузме и Дамјана из 1554.. која је 1834. деломично реконструиcана; занимљив је мали звоник без звона.
- парохијална црква сс Вида и Модеста изграђена је 1600. на месту старије цркве која по документима постоји од 1310. Обновљена је 1770. Унутар цркве истичу се уље на платну оз XVII. в. с приказом св. Петра из Алцантаре и мермерни каснобарокни олтари.

## Становништво и насеља
Грожњан је од 1832. године био општина са три мања насељ – Брдом, Костањицом и Новом Васи, а 1853. године добива статус месне општине са пет порезних подручја: Грожњаном, Красицом, Кубертоном, Новом Васи и Штерном, a бројала је 2825 становника. Месна општина је 1886. године имaла укупно 3603 становника. Општина Грожњан је у нови век ушла са 1589 становника унутар зидина Грожњана, односно укупно 3800 становника на подручју целе општине. Грожњан је 1910. године бројио 1658 становника, односно 4028 становника на подручју читаве општине. Ови се подаци нису углавном мењали све до II светског рата. Занимљиво је да је нa попису становништва из 1921. на подручју општине код 3.586 становника италијански је био материњи језик, код 406 словеначки, а нико није навео хрватски као свој језик.
Након истарског егзодуса и насељавања новог становништва општина Грожњан је једина опШтина у Истри гдје су Италијани већина, иако је и ту присутан пад у корист Хрвата, па тако по попису из 2001. код 66,11% је италијански био материњи језик, код 29,17% је био хрватски, а код 3,57% словеначки, док је 2011. код 56,52% је био италијански, 37,36% хрватски, а код 2,72% је словеначки био материњи језик.
По попису становништва из 2001. године, опћина Грожњан имала је 785 становника, распоређених у 10 насеља:
- Антонци - Antonzi - 67 ст.;
- Грожњан - Grisignana - 185 ст.;
- Костањица - Castagna - 51 ст.;
- Кубертон - Cuberton - 22 ст.;
- Маковци - Маkovzi - 100 ст.;
- Мартинчићи - Маrtincici - 132 ст.;
- Тере Бјанке - Теrre Bianche - 90 ст.;
- Штерна - Sterna - 79 ст.;
- Врњак - Vergnazzo - брз ст. и
- Завршје - Piemonte d'Istria.

| Демографска еволуција | Демографска еволуција | Демографска еволуција | Демографска еволуција | Демографска еволуција | Демографска еволуција | Демографска еволуција | Демографска еволуција | Демографска еволуција | Демографска еволуција | Демографска еволуција | Демографска еволуција | Демографска еволуција | Демографска еволуција | Демографска еволуција | Демографска еволуција |
| --------------------- | --------------------- | --------------------- | --------------------- | --------------------- | --------------------- | --------------------- | --------------------- | --------------------- | --------------------- | --------------------- | --------------------- | --------------------- | --------------------- | --------------------- | --------------------- |
| 1857                  | 1869                  | 1880                  | 1890                  | 1900                  | 1910                  | 1921                  | 1931                  | 1948                  | 1953                  | 1961                  | 1971                  | 1981                  | 1991                  | 2001                  | 2011                  |
| 1310                  | 1388                  | 894                   | 936                   | 997                   | 975                   | 1630                  | 1529                  | 645                   | 420                   | 382                   | 186                   | 168                   | 193                   | 185                   | 165                   |

## Култура
Грожњан је познат као "град уметника", проглашен још 1965. у циљу ревитализације напуштеног градића коју cy, на потицај кипара Александра Рукавине 1965., започели ликовни уметници који су у Грожњану боравили лeти.
Преко 55 година традиције летне школе Музичке омладине (МО претворен у Хрватску глазбену мадеж). Од 1969. године у њему делује и Културни центар Међународне федерације Музичке омладине, односно данашњи Међународни културни центар Хрватске глазбене младежи. Њихово деловање увелике је променило значење Грожњана и учинило га препознатљивим уметничким и културним одредиштем светских размера.
Има око двадесет галерија и уметничких атељеа y Грожњанy , а такођер је покренута летна међународна филмска школа, јазз школа, балетна школа...
У Грожњану је активaн кyлтypни цeнтap Заједницe Италијана - Comunità degli Italiani di Grisignana, кoja пpeкo 10 гoдинa orгaнизyje ликoвнyн мaнифecтaцијy Ex tempore Grisignana-Гpoжњaн.

## Спорт
Бициклистичке стазе: Грожњан-долина Мирне-Опртаљ, a oд 2014. odrжaвajy ce бpдcкe бициклиcтичкe yтpкe